# Geir Jensen
Geir Henning Jensen (28 september 1954) is een Noors keramist. Hij heeft zijn opleiding genoten aan de kunstacademie van Trondheim. 
Zijn werken zijn ingekocht onder meer door het politiebureau te Tønsberg, de provincies Vestfold en Sør-Trøndelag, de gemeente Larvik en de provinciale galerie te Namsos. Verder heeft hij opdrachten gehad voor het kusthospitaal in Stavern, het cultuurhuis Hjertnes te Sandefjord, Skagerak Kraft in Sandefjord, het Rikstrygdeverket in Oslo en het regionale ziekenhuis Sentralsykehuset in Vestfold. Jensen heeft sinds 1979 een eigen werkplaats in Stavern. In 1999 ontving hij de Nordlysprisen.